# قصر أوبورن هيلز
قصر أوبورن هيلز (بالإنجليزية: The Palace of Auburn Hills)‏ كانت ساحة متعددة الأغراض تم بناؤها في عام 1988 وتقع في أوبورن هيلز بولاية ميشيغان.